# ケアリングクラウン
ケアリングクラウン（CareingClown）は、病院・老人ホーム・被災地・難民キャンプ・刑務所などで活動する、主に心のケアをする道化師のことを言う。この内、病院や診療所で活動するものを特別にホスピタルクラウン、クリニクラウンと呼ぶ。